# Брюс Яків Вілімович
Яків Вілімович Брюс (рос. Яков Вилимович Брюс, англ. Jacob (James) Daniel Bruce; 1669, Москва — 19 (30) квітня 1735, садиба Глинки, (нині Щолковський район Московської області)) — російський державний діяч, військовий і вчений, інженер і фортифікатор, один з найближчих сподвижників Петра I, представник знатного шотландського роду Брюсів, молодший брат Романа Вілімовича Брюса, перший обер-комендант Санкт-Петербурга.

## Біографія
Походить з давнього королівського роду. Предки Брюсів правили Шотландією в 14 столітті. З 1649 р. батько Я. Брюса (Вілім Роберт) оселився в Московії.
Брав участь у Кримських (1687, 1689) і в Азовських (1695, 1696) походах Петра I, у становленні московської артилерії під час Північної війни. За командування артилерією московитів у Полтавській битві 1709 народжений орденом Андрія Первозванного.
У 1714 р. звинувачений у розкраданні скарбниці та звільнений від покарання за особистим розпорядженням Петра I. У 1716 р. залучений до укладання військового артикулу.
З 1717 р. призначений сенатором і президентом Берг- і Мануфактур-колегій.
У 1721 році отримав титул графа Російської імперії.
Генерал-фельдмаршал (1726). Того ж року подав у відставку та цілком присвятив себе науці.

## Енциклопедист Яків Брюс
Брюс був одним з найосвіченіших людей Росії, природодослідником і астрономом, і володів найбільшою приватною бібліотекою, що налічувала близько 1 500 томів, майже виключно науково-технічного і довідкового змісту. У 1696 він склав «Карту земель від Москви до Малої Азії». Сам багато читав і вів щоденники.
Яків Брюс вільно володів шістьма європейськими мовами. За наказом царя займався перекладами з іноземних мов видань по фортифікації, артилерії, математиці, фармакології, географії тощо.
У 1697 р. Брюса залучили до Великого посольства, у складі якого відбув до Нідерландів. За кордоном вдосконалював свої знання з математики, фортифікації, вивчав монетну справу. Пізніше Брюс і цар Петро І керуватимуть грошовою реформою в Московії, а Брюс стане головою Монетного двору.
Брюс підтримував приятельські стосунки з відомим математиком і науковцем на ім'я Ґотфрід Вільгельм Лейбніц (1646—1716).
У 1699 організував за вказівкою Петра I «навігацьку школу» — перший навчальний заклад у Московії, у якому вивчали астрономію. У 1702 школу перевели в 64-метрову Сухареву вежу. В одному з верхніх поверхів башти Брюс влаштував першу в Московії астрономічну обсерваторію, обладнану «зоровими» трубами, секторами і квадрантами, величезним зоряним глобусом роботи В. Блеу. Школа містилася в Сухаревій вежі, побудованій в 1695, яка сильно контрастувала з архітектурою патріархальної Москви. Можливо, саме тому народна поголоска приписувала Брюсу славу чорнокнижника і чарівника.
У 1703 Брюс переїхав до Петербурга, де редагував щорічник «Календар, або месяцеслов» і продовжував астрономічні спостереження. Склав карту зоряного неба — «Глобус небесний іже про сферу небесную» (1707). Переклав російською мовою «Космотеорос» X. Гюйгенса і написав передмову до нього. Це перша книга російською мовою з викладом учення М.Коперника. Під керівництвом Брюса бібліотекар В. Куприянов уклав сторічний календар на 6 окремих листах, виданий в 1709—1715. Це один з перших друкарських календарів Московії, що містить астрономічні, астрологічні, метеорологічні і інші відомості. Брюс зібрав цінну бібліотеку, яку заповідав Петербурзькій АН.
Брав участь у закладенні Санкт-Петербурга 16 травня 1703 року. Є автором зодіакального радіально-кільцевого планування Москви.
Упорядник і видавець довідково-астрологічного «Брюсова календаря».

## Садиба Глинки
У 1726 вийшов у відставку в чині генерал-фельдмаршала і поселився в Глинках неподалік Москви. Село належало Долгорукову і було розташоване в місті впадіння річки Ворі в Клязьму.
Це була вельможна садиба нового типу. Відомий інженер і фортифікатор, Брюс самостійно склав проект і керував будівництвом господського дому (палацу), флігелів, ставка. Усі будівлі садиби вибудовані з цегли, що було перешкодою пожежам і надало садибним будівлям довготривалості. За винятком зруйнованої і перебудованої за СРСР церкви, будівлі дійшли до 21 століття. Використовуються як санаторій.
Садиба мала сад бароко, один з перших в Підмосков'ї.
Його «кабінет курйозних речей» був єдиним у своєму роді в Росії і після смерті Брюса влився в кунсткамеру Академії наук Петербургу.

## Смерть
Яків Брюс помер у садибі, але був похований у Москві в Німецькій слободі в кірсі св. Михайла. Кірху зруйнували в 1930-ті роки, під час перебудов території знайдено старий саркофаг з поховання Я. Брюса і речі в труні (військові ботфорти, зірка ордену Андрія Первозваного тощо). Вони реставровані і передані на збереження в Державний історичний музей у Москві.